# Pere Costart i Moliner
Pere Costart i Moliner (Calonge, Baix Empordà, 1917 – Batalla de Terol, 1938) fou músic instrumentista català de bateria.

## Biografia[1]
Pere Costart va néixer el 28 d'octubre de 1917 al número 14 del carrer de la Barrera, can Lel, de Calonge. Els seus pares eren Domènec Costart i Casas, natural de Calonge, i Carolina Moliner i Safont, natural de Vistabella del Maestrat (Castelló de la Plana).
Costart va anar a l'escola pública de Calonge. Era el capità de la colla de joves del carrer Bitller formada, entre d'altres, per Pere Caner i Estrany, Lluís Vilar i Subirana i Pere Viñals i Irla. Aquest grup de joves van crear una cabanya i mantenia guerres a cops de roc amb els nois del barri de Sant Nazari.
A principi dels anys 30 del segle xx, va entrar a la Principal de Calonge per tocar la bateria, en substitució de Josep Mercader i Corriols. Mercader, ben segur, va ser el seu mestre, ja que ambdós vivien al mateix carrer i es dedicava a donar classes de solfeig als joves calongins. L'any 1935, Costart va ser un dels músics fundadors de l'orquestra Dimonis Jazz de Palamós, juntament amb altres calongins com Ricard Rosselló i Rotllant i Miquel Roca i Matas.
En esclatar la Guerra Civil Espanyola, Costart va integrar-se a la banda empordanesa de la columna de milicians d'ERC Macià-Companys, destinat al front d'Aragó. Va estar a Alcanyís i, després, a Barcelona, fins que la formació es va dissoldre. Costart, en comptes de tornar a casa, va decidir anar a lluitar al front com a voluntari. Va morir al front de Terol l'any 1938, segons fonts municipals.